# لوكاس كاردوسو
لوكاس كاردوسو هو لاعب كرة قدم برازيلي في مركز الهجوم، ولد في 7 أبريل 1994 في Araguaçu ‏ في البرازيل. لعب مع أتلتيكو غويانيينسي.